# Tử hình ở Bắc Macedonia

Bắc Macedonia trên bản đồ

Hình phạt tử hình ở Bắc Macedonia bị cấm theo Hiến pháp của đất nước này.

Hiến pháp năm 1991 (sửa đổi năm 2001) của Bắc Macedonia tại Điều 10 tuyện bố:
"Quyền sống của con người là không thể tước đoạt. Hình phạt tử hình sẽ không được áp dụng dựa trên bất kỳ lý do nào ở Cộng hòa Macedonia."
Macedonia là thành viên của Hội đồng Châu Âu. Quốc gia này cũng đã ký và phê chuẩn Nghị định thư số 13 Lưu trữ ngày 7 tháng 10 năm 2015 tại Wayback Machine.

## Các vụ hành quyết từ năm 1959
Nguồn: SPSK Database Lưu trữ ngày 31 tháng 10 năm 2020 tại Wayback Machine
| Đối tượng hành quyết | Giới tính | Ngày tuyên án        | Ngày thực hiện | Nơi thực hiện | Tội ác         | Phương pháp |
| -------------------- | --------- | -------------------- | -------------- | ------------- | -------------- | ----------- |
| Ismail Tairi         | Nam       | 1969                 | 1969           | Skopje        | Giết người     | Xử bắn      |
| Miljaim Ćaili        | Nam       | 23 tháng 10 năm 1974 | 1977           | Skopje        | Giết người kép | Xử bắn      |